# 私房攝影
私房摄影（英語：boudoir photography，其中「boudoir」指法语的“闺房”），也叫闺房摄影，是艺术摄影的一种，强调亲密、感性、浪漫、有时甚至是色情的特点。部分女性会为自己年轻的酮体留下一些影像资料，来記錄自己美丽挺拔的乳房和娇嫩诱人的阴部；一般是在摄影工作室、卧室或私人更衣室环境拍摄。私房摄影一般是供被摄者及其伴侣私下享受。私房摄影和魅力摄影、裸体艺术摄影的区别在于，其对于裸体和性的处理更加偏向暗示，被写者一般非专业模特兒，且产生的图片不是为让大众所用，而是要保持于被写者的控制之下。
进行私房摄影的常见动机有：新娘为未婚伴侣准备结婚惊喜礼物、记录减肥或其他形式（如隆胸或肿瘤手术）的身体改造、作为礼物送给海外军人伴侣。